# Monotelism
Monotelismul este doctrina „unei singure voințe în Hristos”, prin care împăratul bizantin Heraclius I (610-641) își propunea să-i împace pe monofiziți cu punctul de vedere ortodox (în limba greacă mono = unu, thelisisi = voință).
Ca urmare, împăratul bizantin Constantin al IV-lea Pogonatul (648-685), a convocat „Al șaselea sinod ecumenic de la Constantinopol” (noiembrie 680 – septembrie 681), pentru a susține credința adevărată față de erezia monotelismului, pusă în circulație de predecesorul său, printr-o mărturisire de credință (Ektesis) publicată în 638. Aceasta fusese concepută de patriarhul Serghie și acceptată de Papa Honoriu I (625-638).
Esența acestei învățături este aceea că Hristos are două naturi, deși după întrupare are numai o voință (monotelism) sau o singură energie (monoenergism).
Deși această învățătură îi atrăgea pe monofiziții moderați, ea contravenea celor hotărâte la Sinodul de la Calcedon (8 oct. – 1 nov. 451).
Împăratul Constant al II-lea a interzis discuțiile despre cele două voințe în Hristos.
În aceste condiții, ortodoxia a fost apărată, cu prețul martiriului, de Papa Martin I († 655 în exil în Crimeea) și de sfântul Maxim Mărturisitorul.
În prezența împăratului și a legaților papei Agathon (678-681), Sinodul a condamnat pe Serghie (patriarhul care a făcut acatistul Bunei-Vestiri ) și a respins scrisorile lui Honorius către Serghie, acuzându-l de a fi monotelit.
În acord cu învățătura Părinților Bisericii, Sinodul recunoaște că în Hristos există două voințe naturale și două lucrări naturale, firea omenească având voința ei proprie, care se supune de bunăvoie voinței dumnezeiești, fiind pe deplin îndumnezeită. Sinodul mai face și un rezumat al dogmelor promulgate de sinoadele precedente, ca un fel de redefinire a doctrinei despre persoana Fiului lui Dumnezeu.